# George Auriol

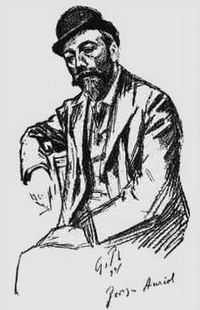
George Auriol
(Redon, 1894)

George Auriol, geboren Jean-Georges Huyot (Beauvais (Oise), 26 april 1863 – Parijs, 3 februari 1938), was een Franse dichter, songwriter, grafisch ontwerper, letterontwerper en art-nouveau-kunstenaar. Hij creëerde illustraties voor de omslagen van tijdschriften, boeken en bladmuziek (voor Muziekuitgeverij Enoch maakte hij ruim 200 geïllustreerde bladmuziekomslagen), theaterprogramma's, menu's, diploma's, evenals andere vormen van werk, zoals monogrammen, advertenties en handelsmerken. 
Na zijn aankomst in Parijs in 1883, maakte Auriol kennis met de typografie en boekontwerpen van Eugène Grasset en raakte vooral geïnteresseerd in de heropleving van het type historische stijlen. Hij creëerde zijn lettertype Auriol geïnspireerd door de art-nouveau-beweging voor de Deberny & Peignot-gieterij, die gebruikt werd voor het werk van Francis Thibaudeau en andere uitgevers van die periode.  Auriol was een lid van de Franse bohemiencultuur, een bezoeker van de Chat Noir ("Black Cat Cafe") en een vriend van Erik Satie. 
Auriol illustreerde affiches voor Andre Antoine's Theâtre Libre en voor het Theâtre du Chat Noir (Black Cat Theater) in het Montmartre district van Parijs, waarvoor hij een zeer populaire poster ontwierp. 

## Lettertypen
Alle fonts uitgebracht door Deberny & Peignot
- Auriol (1901-04)
- La Française (1902)
- L'Auriol (1903)
- Auriol Champlevé (1904)
- La Claire de Lune (1904-11)
- La Robur (1904-11)

## Werk van George Auriol
- The Harpsichord of Yeddo. Prose poem. Appears in English in Specimens of the Forms of Discourse, compiled and edited by E.H. Lewis (New York: Henry Holt and Co., 1900), p. 45.
- Les Trente-six Vues de la Tour Eiffel, illustrations by Henri Rivière, prologue by Arsène Alexandre (Paris: Imprimerie Eugène Verneau, 1902). George Auriol: typography, layout, & design.